# Didimeia
La Didimeia era una fiesta que se celebraba en la Grecia antigua en honor de Apolo Didimeo, de la que se tiene noticias por inscripciones griegas y por inscripciones en su mayoría de la época imperial.
Algunas monedas de Valeriano y de Galieno, acuñadas en Mileto, llevan la inscripción didimeia dentro de una corona que hace alusión a los juegos gimnásticos y a los concursos que se celebraban durante estas fiestas. 
Se supone que esta fiesta es una de las más antiguas de Grecia, puesto que el oráculo de Apolo Didimeo era, desde el siglo VI a. C., uno de los lugares más venerados de la Jonia.